# Ъ̀
Cette page contient des caractères spéciaux ou non latins. S’ils s’affichent mal (▯, ?, etc.), consultez la page d’aide Unicode.
Le yer accent grave (capitale Ъ̀, minuscule ъ̀) est une lettre de l'alphabet cyrillique utilisée dans certaines langues, dont le bulgare, lorsque l’intonation est indiquée à l’aide de l’accent grave.

## Utilisations
Le Ъ̀ est utilisé en bulgare lorsque l’intonation d’une syllabe est indiquée sur la voyelle Ъ.

## Représentations informatiques
Le yer accent grave peut être représenté avec les caractères Unicode suivants :
- décomposé (cyrillique, diacritiques) :

| formes    | représentations | chaînes de caractères | points de code | descriptions                                                   |
| --------- | --------------- | --------------------- | -------------- | -------------------------------------------------------------- |
| capitale  | Ъ̀               | Ъ◌̀                    | U+042A U+0300  | lettre majuscule cyrillique signe dur diacritique accent grave |
| minuscule | ъ̀               | ъ◌̀                    | U+044A U+0300  | lettre minuscule cyrillique signe dur diacritique accent grave |